# Rhodiola quadrifida
Rhodiola quadrifida är en fetbladsväxtart som först beskrevs av Pallas, och fick sitt nu gällande namn av Fischer och Meyer. Rhodiola quadrifida ingår i släktet rosenrötter, och familjen fetbladsväxter. Inga underarter finns listade i Catalogue of Life.